# レジェス・マロト
マリア・レジェス・マロト・イリェラ（スペイン語: María Reyes Maroto Illera、1973年12月19日 - ）は、 スペインの政治家、経済学者。第2次サンチェス内閣の産業・通商・観光大臣を務めた。

## 経歴
メディナ・デル・カンポ（バリャドリッド県）で生まれる。バリャドリッド大学で経済学を学び、通貨金融研究センター（CEMFI）で修士号を取得した。その後、マドリード・カルロス3世大学で経済学部の准教授の職に就いている。
2015年にはマドリード州議会議員に選出され、予算、経済、財政および雇用に関する委員会で社会労働党（PSOE）のスポークスパーソンを務めた。
2018年、マリアーノ・ラホイ首相に対する不信任案が可決したことで発足した第1次サンチェス内閣で、産業・通商・観光大臣に就任。2023年3月まで在任した。